# Річія жолобкувата
Річія жолобкувата (Riccia canaliculata) — вид печіночників родини річієвих (Ricciaceae).

## Поширення
Зареєстрований у Європі й Північній Америці.